# Turi András (népzenész)
Turi András (Budapest, 1963. december 7. –) népzenész (brácsa, cimbalom, nagybőgő), a Halmos Béla-emlékérem kitüntetettje, a Jánosi Együttes kontrása és cimbalmosa, az Óbudai Népzenei Iskola tanára, a Liszt Ferenc Zeneművészeti Egyetem mentora.

## Tanulmányai
A budapesti Eötvös Gimnáziumban érettségizett 1982-ben, majd gépészmérnöki diplomát szerzett a Budapesti Műszaki Egyetem Közlekedésmérnöki karán 1990-ben. Már egyetemi évei alatt is érdeklődése egyre inkább a magyar népzene irányába fordult és a gépészmérnöki tevékenység megkezdése helyett hivatásos népzenész pályára lépett. Elvégezte Nyíregyházán a Bessenyei György Tanárképző Főiskolát, ahol 2000-ben ének-zene és népzenetanár képesítést kapott. A budapesti Liszt Ferenc Zeneművészeti Egyetem tanári mesterképzési szakán okleveles népzenetanár (népi vonós: brácsa) oklevelet szerzett.

## Diszkográfia
- Jánosi Együttes, Ökrös Csaba és Kobzos Kiss Tamás: Vándorok énekei, Kazetta, Magyar Garabonciás Szövetség, 1995
- Jánosi Együttes és Kobzos Kiss Tamás: Ezernyorcszáznegyvennyolcba, Kazetta, Magyar Garabonciás Szövetség, 1995
- Jánosi Együttes: 77 magyar tánc (1730-1810), CD, Hungaroton Classic, 1997
- Jánosi Együttes és Kobzos Kiss Tamás: Kossuth izenete eljött, CD, Hiripi, 1998
- Jánosi Együttes: Galántától Gyergyóremetéig - Kodály források, CD, Harmónia Produkció - Magyar Kultúra Kiadó, 2011
- Jánosi Együttes: Pro Patria - Válogatás a Rákóczi-szabadságharc korának zenei emlékei, Bessenyei György Tanárképző Főiskola, CD, Harmónia Produkció - Magyar Kultúra Kiadó, 2011

## Fellépések
- Jánosi Együttes - Magyar Rapszódia 1. rész, Bukaresti Magyar Intézet, 2013[2]
- Buzai betlehemes, Pestszentlőrinci Főplébánia, 2021[3]
- Siemens-Orchester Erlangen,[4] Siemens-Sportheim Erlangen, szabadtéri konzert, cimbalom, 2022[5]
- Kapolcska fesztivál, népzeneoktatás, Kapolcs, 2023[6]

## Díjai, elismerései
- Művelődésért Díj, Pestszentlőrinci Önkormányzat,[7][8]
- Halmos Béla-emlékérem, 2020[9]